# Robert Vancea
Robert Vancea (ur. 28 września 1976) – rumuński piłkarz występujący na pozycji obrońcy.

## Kariera piłkarska
Od 1994 do 2012 roku występował w Universitatea Krajowa, Extensiv Krajowa, Constructorul Krajowa, JEF United Ichihara, Politehnica Timișoara, Pandurii Târgu Jiu i Club Roumain.